# Kyokutou I Love You
Kyokutou I Love You (極東 I Love You) é o décimo segundo álbum de estúdio da banda japonesa de rock Buck-Tick. Foi lançado em CD em 6 de março de 2002 pela gravadora BMG Funhouse.

## Recepção
Alcançou a décima segunda posição nas paradas da Oricon Albums Chart e vendeu cerca de 30,000 cópias.

## Faixas
Inicialmente, a faixa "21st Cherry Boy" se chamaria "21st Cherry Bomb", mas foi alterada após os ataques de 11 de setembro de 2001.
"Long Distance Call" é uma canção em homenagem a mãe de Sakurai.
| N.º            | Título                                                            | Letras         | Música         | Duração |  |
| 1.             | "Shippuu no Blade Runner" (疾風のブレードランナー)                | Imai           | Imai           | 5:57    |  |
| 2.             | "21st Cherry Boy"                                                 | Sakurai e Imai | Imai           | 4:33    |  |
| 3.             | "Warp Day"                                                        | Sakurai        | Imai           | 4:09    |  |
| 4.             | "Shanikusai -Carnival-" (謝肉祭 -カーニバル)                      | Sakurai        | Hide           | 4:24    |  |
| 5.             | "Trigger"                                                         | Sakurai        | Imai           | 3:36    |  |
| 6.             | "Long Distance Call"                                              | Sakurai        | Imai           | 5:20    |  |
| 7.             | "Kyokutou Yori Ai wo Komete" (極東より愛を込めて)                 | Sakurai        | Imai           | 4:33    |  |
| 8.             | "Ghost"                                                           | Sakurai        | Imai           | 3:56    |  |
| 9.             | "Brilliant"                                                       | Sakurai        | Hide           | 2:59    |  |
| 10.            | "Oukoku Kingdom Come -Moon Rise-" (王国 Kingdom Come -Moon Rise-) | Sakurai        | Imai           | 5:39    |  |
| 11.            | "Continue"                                                        |                | Imai           | 3:00    |  |
| Duração total: | Duração total:                                                    | Duração total: | Duração total: | 48:10   |  |

## Ficha técnica

### Buck-Tick
- Atsushi Sakurai - vocal principal
- Hisashi Imai - guitarra solo, vocais de apoio
- Hidehiko "Hide" Hoshino - guitarra rítmica, guitarra acústica, vocais de apoio
- Yutaka "U-ta" Higuchi - baixo
- Toll Yagami - bateria e percussão

### Músicos adicionais
- Kazutoshi Yokoyama - teclado
- Shoko Fukuda - refrão em "21st Cherry Boy"

### Produção
- Toshimi Nanseki, Hitoshi Hiruma  - co-produção, gravação e mixação
- Kenichi Arai - engenharia adicional
- Kazutaka Minemori - técnico de guitarra e baixo
- Yuka Koizumi - masterização
- Ken Sakaguchi - direção de arte
- Izumi Honma - design gráfico
- Hiromi Yoshizawa - produtor executivo
- Takayuki Tanizaki - cabelo e maquiagem
- Hiroya Kitai - fotografia
- Hiroshi Sakuma - promotor de vendas
- Kaori Wada - coordenador visual